# Totalmente strano Dance
Totalmente strano Dance è il quarto album del cantante napoletano Mimmo Dany, pubblicato nel 1999.

## Tracce
1. Marì Marì (versione Dance)
2. Carcere e delusione (versione Dance)
3. Scusami
4. Meravigliosamente
5. Pecchè si femmena
6. Na battaglia d'ammore
7. Nun ò ppenzà
8. Comme te desidero
9. Marì Mari
10. Carcere e delusione